# Íngrid Rubio
Íngrid Rubio i Ruiz (Barcellona, 2 agosto 1975) è un'attrice spagnola.
Ha debuttato nel telefilm Secrets de família, trasmesso dall'emittente catalana TV3. Ha raggiunto il successo nel 1996 nel film Más allá del jardín di Pedro Olea, con un'interpretazione che le ha valso l'anno seguente il Premio Goya per la migliore attrice rivelazione.
Celebre anche la sua parte nel film di Manuel Huerga Salvador - 26 anni contro, nei panni di Margalida Bover Vadell, la compagna dell'anarchico catalano Salvador Puig Antich.

## Filmografia parziale
- Salvador - 26 anni contro (Salvador (Puig Antich)), regia di Manuel Huerga (2006)
- Si Fueras Tú (2017)
- H - Helena (Hache) - serie TV, 11 episodi (2019-2021)